# New York (revista)
New York es una revista semanal de Estados Unidos dedicada a la cultura, la política y el estilo de vida en la ciudad de Nueva York. Fue fundada por Milton Glaser y Clay Felker en 1968 como competencia de The New Yorker. Ofrece menos noticias nacionales y más chismes e historias amarillistas, pero ha publicado notables artículos a través de los años sobre de la política y la cultura de esa zona. Fue una de las primeras revistas de «estilos de vida», y su formato y estilo han sido copiados por otras publicaciones regionales, como Philadelphia y New Jersey Monthly, aunque New York es la única que se publica semanalmente, brindando una cobertura más inmediata. Su circulación pagada en el año 2005 fue de 437.181 ejemplares, perteneciendo un 94,6% de ellos a suscripciones. Su sitio web recibe 1,1 millones de visitas mensuales.
En 2018, New York Media, la empresa matriz de la revista New York, instituyó un muro de pago para todos sus sitios en línea, seguido de despidos a principios de 2019. El 24 de septiembre de 2019, Vox Media anunció que había comprado la revista New York y su empresa matriz, New York Media.

## Historia
New York surgió en 1963 como un suplemento dominical del diario New York Herald Tribune. Editada por Clay Felker, la revista publicaba el trabajo de talentosos contribuyentes de Tribune, incluyendo a Tom Wolfe y Jimmy Breslin. Luego de que Tribune saliera del mercado en 1966-67, Felker y su socio, Milton Glaser, compraron los derechos y relanzaron la revista en los quioscos. Junto a ellos estaba el editor Jack Nessel. El primer número de New York vio la luz el 8 de abril de 1968. Dentro de su personal había muchos nombres pertenecientes al suplemento anterior, como Breslin, Wolfe, y el escritor de finanzas George Goodman, quien se apodaba «Adam Smith».
Dentro de un año, Felker había formado un equipo de contribuyentes que llegaría a definir la voz de la revista. Breslin se convirtió en un escritor permanente, así como Gail Sheehy y Gloria Steinem, quien escribía la columna de política ciudadana. Harold Clurman fue contratado como crítico de teatro. Judith Crist escribía reseñas cinematográficas. Alan Rich cubría la música clásica, y Gael Greene hacía críticas de restaurantes con un estilo de escritura barroco basado en metáforas sexuales, firmando como «El Crítico Insasiable». Woody Allen también colaboró con algunas historias en los primeros años de la revista, cuyo enfoque regional e innovadoras ilustraciones inspiraron a numerosos imitadores en Estados Unidos.
Wolfe era un contribuyente permanente también, y en 1970 escribió una historia que para muchos definió la revista: «Radical Chic: That Party at Lenny's» (en español, «El chic radical: Esa fiesta en casa de Lenny»). El artículo describía una fiesta a beneficio del partido político afroamericano Pantera Negra, realizada en el apartamento de Leonard Bernstein, donde contrastaba la alta cultura y la baja, que era paralela a la ética de la revista. En 1972, New York lanzó la publicación Ms., la cual comenzó como una edición especial. New West, una revista hermana que cubría la vida californiana al estilo de New York, también fue publicada durante algunos años en la década de 1970. Los últimos columnistas que colaboraban con ella fueron Michael Tomasky (política ciudadana), John Simon (reemplazando a Clurman en teatro), David Denby (cine), James Atlas, Marilyn Stasio y John Leonard (libros).
Avanzados los años 1970, Felker continuó ampliando la paleta de la revista, cubriendo cercanamente el escándalo Watergate. En 1976, el periodista Nik Cohn colaboró con una historia titulada «Tribal Rites of the New Saturday Night» (en español, «Los ritos tribales de la nueva noche sabatina»), que narraba las andanzas de un joven que vivía en un barrio de clase media en Brooklyn, y que acudía una vez a la semana a una discoteca llamada Odyssey 2001. La historia causó sensación y sirvió de base para la película Saturday night fever. Veinte años después, Cohn admitió (en un artículo de New York) que sólo había pasado en coche por la puerta de Odyssey 2001 y que el resto era invención suya. Eso era un recurrente problema para lo que Wolfe llamaba en 1972 «nuevo periodismo».
En 1976 el magnate de los medios de comunicación australiano Rupert Murdoch compró la revista con una maniobra hostil, forzando a Felker y a Glaser a retirarse. La sucesión de editores incluyó a John Berendt, hasta 1980, cuando Murdoch contrató a Edward Kosner de Newsweek. Murdoch también compró Cue —una revista de espectáculos creada en 1932— y la integró a New York, creando una útil guía de eventos y eliminando la competencia al mismo tiempo. La publicación de Kosner solía brindar una mezcla de historias noticiosas, con crónicas sobre tendencias y artículos de «servicio» puro: largos textos acerca de compras y otros temas del consumismo. Otro asunto tratado por New York era la ostentosa escena neoyorquina de los años 1980, tipificada por los financieros Donald Trump y Saul Steinberg.
Murdoch se retiró del negocio de la revista en 1990, vendiendo sus participaciones a K-III Communications, una compañía socia controlada por el financiero Henry Kravis. La presión presupuestaria en búsqueda, durante los cuales la publicación estuvo a cargo del editor general Peter Herbst, K-III contrató a Kurt Andersen, el cocreador de Spy, una revista humorística publicada desde fines de los 1980, hasta comienzos de los 90. Andersen rápidamente reemplazó a diversos miembros del personal, introduciendo a varios escritores emergentes o con trayectoria (incluyendo a Jim Cramer, Walter Kirn, Tomasky y Jacob Weisberg); y a algunos editores como Michael Hirschorn, Kim France, Dany Levy y Maer Roshan). Con una apariencia fresca y un ritmo más ágil, New York incrementó sus ventas a niveles nunca antes vistos.
En agosto de 1996, Bill Reilly despidió a Andersen, citando los resultados financieros de la revista. De acuerdo a Andersen, él fue despedido por negarse a suprimir una historia sobre la rivalidad entre los banqueros Felix Rohatyn y Steven Rattner, lo cual ofuscó a Henry Kravis, un miembro del grupo propietario de la compañía. Su reemplazante fue Caroline Miller, quien venía de la revista Seventeen (otra publicación de K-III). Michael Wolff, el crítico que ella contrató en 1998, ganó dos premios National Magazine Awards por su columna, en 2002 y 2003. La revista de Miller, además, publicó columnas de política escritas por Tucker Carlson.

## Expansión digital
En 2006, el sitio web de Nueva York, nymag.com, se sometió a un relanzamiento de un año, transformando el sitio de un compañero de revista a un destino de servicios y noticias de última hora. En 2008, la empresa matriz New York Media compró el recurso de menú y restaurante en línea MenuPages, que sirve a ocho mercados en los Estados Unidos, como complemento a sus propios listados de restaurantes en línea y para afianzarse en siete ciudades adicionales. En 2011, MenuPages se vendió a Seamless. En julio de 2010, los ingresos digitales representaban un tercio de los ingresos publicitarios de las empresas.
El sitio web incluye otros con su propia marca, entre ellos: Daily Intelligencer (noticias actuales), the Cut (cuestiones relativas a las mujeres), Grub Street (comida y restaurantes) y Vulture (cultura pop). En agosto de 2010, David Carr notó en una de sus columnas que «en cierto modo, la revista New York se está convirtiendo rápidamente en una empresa digital con una publicación adjunta».

### Vulture
En 2018, Vulture anunció la adquisión del blog de noticias humorísticas Splitsider.